# إي. دبليو. ميلفيل
إي. دبليو. ميلفيل هو سياسي كندي، ولد في 11 أكتوبر 1870 في كندا، وتوفي في 22 أبريل 1942 في كندا. حزبياً، نشط في الحزب التقدمي المحافظ في نيو برونزويك ‏. وقد انتخب عضو الجمعية التشريعية لنيو برونزويك ‏.